# Frontline Attack: War Over Europe
Frontline Attack: War Over Europe (World War II: Panzer Claws en Amérique du Nord) est un jeu vidéo de stratégie en temps réel développé par In Images et Zuxxez Entertainment, édité par Eidos Interactive et sorti en 2002 sur Windows, Mac et Linux.

## Accueil
- Jeux vidéo Magazine : 6/20[1]